# Michèle Frémy
Pour les articles homonymes, voir Frémy.
Michèle Frémy, née Michèle Darde le 2 juin 1940 à Bordeaux, est une autrice et éditrice d'encyclopédies française.

## Biographie

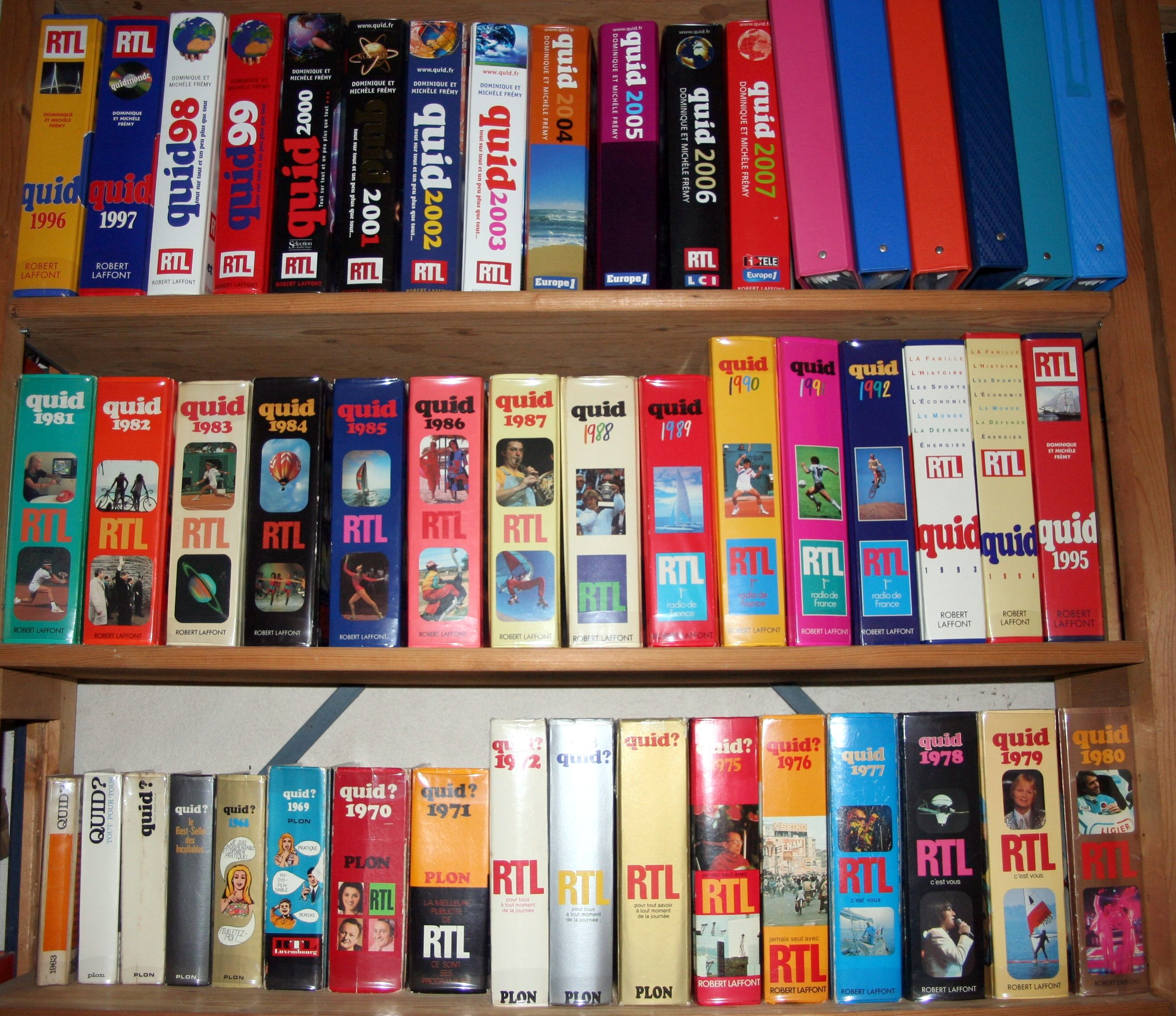
Collection de Quid.

Mariée à Dominique Frémy, elle fonde avec lui l'ouvrage encyclopédique Quid sorti pour la première fois en 1963 après trois ans de préparation.
Elle a également préparé le Grand Quid illustré.
À propos du Quid elle déclarait : « Nous revoyons chaque année tous les paragraphes, pour éventuellement les corriger ou les supprimer. »

### Distinctions
- Chevalière de l'ordre national du Mérite (2000)[7].
- Chevalière de la Légion d'honneur (2009)[1],[8].